# Unsteady
「unsteady」（アンステディー）は、林原めぐみの25枚目のシングル。2000年10月25日にスターチャイルドから発売された（KIDA-204）。

## 概要
- 両曲共にテレビアニメ『無敵王トライゼノン』の主題歌だが、テレビアニメのスタートが10月の2週目と若干遅かったため、スタート後すぐリリースされた形となった。
- 過去作品のリアレンジ楽曲を除き、この楽曲の後、佐藤英敏が手掛ける楽曲は2008年にリリースされた「Plenty of grit」までない。
- ジャケットはマキシシングル（12cm）仕様だが、CD自体は8cmである。

## 内容
（全作詞：MEGUMI、作曲：佐藤英敏）
1. unsteady [4:33]
編曲：五島翔
  - TBS系テレビアニメ『無敵王トライゼノン』オープニングテーマ
2. lost in you [4:24]
編曲：堀隆
  - TBS系テレビアニメ『無敵王トライゼノン』エンディングテーマ
3. unsteady -OFF VOCAL VERSION- [4:33]
4. lost in you -OFF VOCAL VERSION- [4:23]

## 収録アルバム
| 曲名        | 収録アルバム                                               | 発売日         | 規格品番 | 備考                |
| ----------- | ---------------------------------------------------------- | -------------- | -------- | ------------------- |
| unsteady    | 『無敵王トライゼノン パーフェクトサウンドデータ -覚醒篇-』 | 2000年12月21日 | KICA-527 | TV ver.として収録。 |
| unsteady    | 『feel well』                                              | 2002年6月26日  | KICS-955 |                     |
| lost in you | 『無敵王トライゼノン パーフェクトサウンドデータ -覚醒篇-』 | 2000年12月21日 | KICA-527 | TV ver.として収録。 |
| lost in you | 『feel well』                                              | 2002年6月26日  | KICS-955 |                     |